# Почётное звание «Заслуженный мастер спорта Туркменистана»
Почетное звание «Заслуженный мастер спорта Туркменистана» (туркм. Türkmenistanyň at gazanan sport ussady) - государственная награда Туркменистана.

## Положение о почётном звании
1. Почётное звание Туркменистана «Türkmenistanyň at gazanan sport ussady» является государственной наградой Туркменистана.
2. Почётное звание Туркменистана «Türkmenistanyň at gazanan sport ussady» присваивается спортсменам:
- на протяжении многих лет особо отличавшимся в учебно-тренировочной деятельности по различным видам спорта, неоднократно удостаивавшимся звания «Чемпион Туркменистана»;

- успешно выступавшим на Олимпийских, Азиатских играх, мировых чемпионатах, в соревнованиях за кубки Азии и мира, становившимся победителями, удостоенным звания чемпиона, занявшим несколько призовых мест, в том числе ставшим призёрами в личном первенстве среди взрослых и имеющим большие заслуги в повышении международного авторитета туркменского спорта;

- успешно выступавшим в составе команд по игровым и другим видам спорта на Олимпийских, Азиатских играх, мировых чемпионатах, в соревнованиях за кубки Азии и мира, завоевавшим первое место в командном зачёте или занявшим на Азиатских играх, чемпионатах призовые места, в том числе игравшим на финальном этапе и добившимся высоких результатов.

3. Почётное звание Туркменистана «Türkmenistanyň at gazanan sport ussady» присваивается гражданам Туркменистана.
Президент Туркменистана вправе присваивать почётное звание Туркменистана «Türkmenistanyň at gazanan sport ussady» лицам, не являющимся гражданами Туркменистана.
4. Лицам, удостоенным почётного звания Туркменистана «Türkmenistanyň at gazanan sport ussady», вручаются удостоверение и нагрудный знак к почётному званию Туркменистана «Türkmenistanyň at gazanan sport ussady».
5. Лицам, удостоенным почётного звания Туркменистана «Türkmenistanyň at gazanan sport ussady», выплачивается единовременная денежная премия в четырёхкратном размере минимальной заработной платы и устанавливается ежемесячная надбавка к заработной плате, должностному окладу, пенсии, государственному пособию, стипендии в размере 20 процентов от минимальной заработной платы.
6. Лица, удостоенные почётного звания Туркменистана «Türkmenistanyň at gazanan sport ussady», пользуются и другими льготами в порядке и случаях, которые установлены законодательством Туркменистана.

## Описание нагрудного знака к почётному званию
Нагрудный знак к почётному званию Туркменистана «Türkmenistanyň at gazanan sport ussady» состоит из трёх вписанных друг в друга частей, его основу составляет восьмиугольник. Общий диаметр нагрудного знака - 43,5 мм.
На восьмиугольнике, составляющем основу нагрудного знака, расположен маленький шестнадцати угольник, покрытый эмалью белого цвета, с изображением золотых линий, каждый острый угол которого инкрустирован циркониевым камнем белого цвета.
Верхняя часть нагрудного знака состоит из круга общим диаметром 29.5 мм, в его центральной части изображены лучи солнца, а в середине маленького круга - карта Туркменистана, выполненная в выпуклой форме и покрытая эмалью зелёного цвета.
С наружной стороны малого круга нагрудного знака диаметром 20.5 мм. в верхней части кольца шириной 4.5 мм. покрытого белой эмалью, расположена
надпись зелёной эмалью «TÜRKMENISTANYŇ AT GAZANAN SPORT USSADY», а в нижней части - пять циркониевых камней белого цвета.
Нагрудный знак с помощью колечка соединяется с колодкой в форме флага, покрытой эмалью зелёного цвета, имеющей ширину 31 мм, высоту 18,5 мм. На колодке, изображены пять туркменских национальных гёлей, полумесяц и пять звёзд.
Нагрудный знак и его колодка изготавливаются из позолоченного серебра 925 пробы.